# 瑞典最熱榜
瑞典最熱榜（瑞典語：Sverigetopplistan；瑞典語：[²sværjɛˌtɔpːˌlɪstan]）是瑞典的一份唱片榜單，前稱Topplistan（1995年-1997年）和Hitlistan（1998年-2007年）。2007年10月改至今名。該榜單數據主要基於瑞典唱片業協會。在最熱榜誕生之前，Kvällstoppen負責統計唱片數據發佈專輯和單曲合併的週榜單。2006年年終，榜單開始統計合法的數位下載銷量。而2010年10月29日，該榜單則成為了全球第一個統計流媒体播放數據的榜單。

## 榜單
現時，瑞典最熱榜會發佈如下榜單：
- 百強單曲榜
- 60強專輯榜
- 20強DVD榜
- 20強彩鈴榜

## 外部連結
- 瑞典最熱榜 （页面存档备份，存于）
- 瑞典音樂榜網站 （页面存档备份，存于）（含存檔）